# Team Lotus
Pour les articles homonymes, voir Lotus.
Ne pas confondre avec Lotus Racing, écurie de Tony Fernandes présente en Formule 1 en 2010.
Ne pas confondre avec Team Lotus, écurie de Tony Fernandes présente en Formule 1 en 2011.
Ne pas confondre avec Lotus Renault GP, dénomination commerciale de l'écurie de Formule 1 Renault F1 Team en 2011.
Ne pas confondre avec Lotus F1 Team, écurie de Formule 1 ayant racheté Renault F1 Team et engagée entre 2012 et 2015.
Le Team Lotus était la compagnie sœur, spécialisée dans la compétition automobile, du constructeur anglais Lotus Cars. L'écurie Lotus a notamment été présente en  Formule 1 de 1958 à 1994. Elle s'y est distinguée par ses multiples victoires et titres mondiaux, mais également par ses innovations technologiques qui ont à de nombreuses reprises révolutionné la discipline.

## Historique

### Naissance (1948-1957)

Team Lotus avec l'Eleven, aux 24 Heures du Mans 1956.

L'histoire de Lotus est indissociable de celle de son fondateur Anthony Colin Bruce Chapman, plus connu sous le nom de Colin Chapman. Ingénieur au sein de la Royal Air Force, ce dernier bricole en 1948 sa première voiture, basée sur un vieux châssis d'Austin Seven. Baptisée Lotus Mk1, elle est engagée par son concepteur dans des épreuves de maniabilité. Elle est suivie par la Mk2 (1949) puis par la Mk3 (1951), qui marque les débuts de Lotus sur circuit, dans le cadre du championnat d'Angleterre 750 cm3.
En 1952, Chapman fonde l'entreprise Lotus Engineering, et conçoit la Lotus Mk6 (ou tout simplement Lotus 6), une voiture de course également homologuée pour usage routier. Le succès est tel que Chapman doit envisager la construction en série, ce qui l'amène à fonder en 1955 Lotus Cars. Parallèlement, l'engagement des Lotus en compétition se poursuit, et en 1957, Chapman monte le Team Lotus, destiné à devenir le bras armé de Lotus sur les circuits, sachant que jusque-là, les créations de Chapman étaient essentiellement engagées par des indépendants.

### Débuts laborieux (1958-1959)
Après un engagement en Formule 2 en 1957, le Team Lotus s'engage dans le championnat du monde de Formule 1 1958. Les deux premières saisons de Lotus en F1 sont plus que laborieuses, ce qui incite d'ailleurs Graham Hill, le premier pilote de l'équipe, à claquer la porte fin 1959. La Lotus 16, apparue au cours de la saison 1958 en remplacement de la médiocre Lotus 12, avait pourtant fière allure (elle était directement inspirée de la Vanwall championne du monde des constructeurs, et conçue l'année précédente par Colin Chapman) mais manquait cruellement de fiabilité. En 1959, elle était en outre dépassée par la révolutionnaire Cooper à moteur arrière.

### Lotus battu par Lotus (1960-1961)

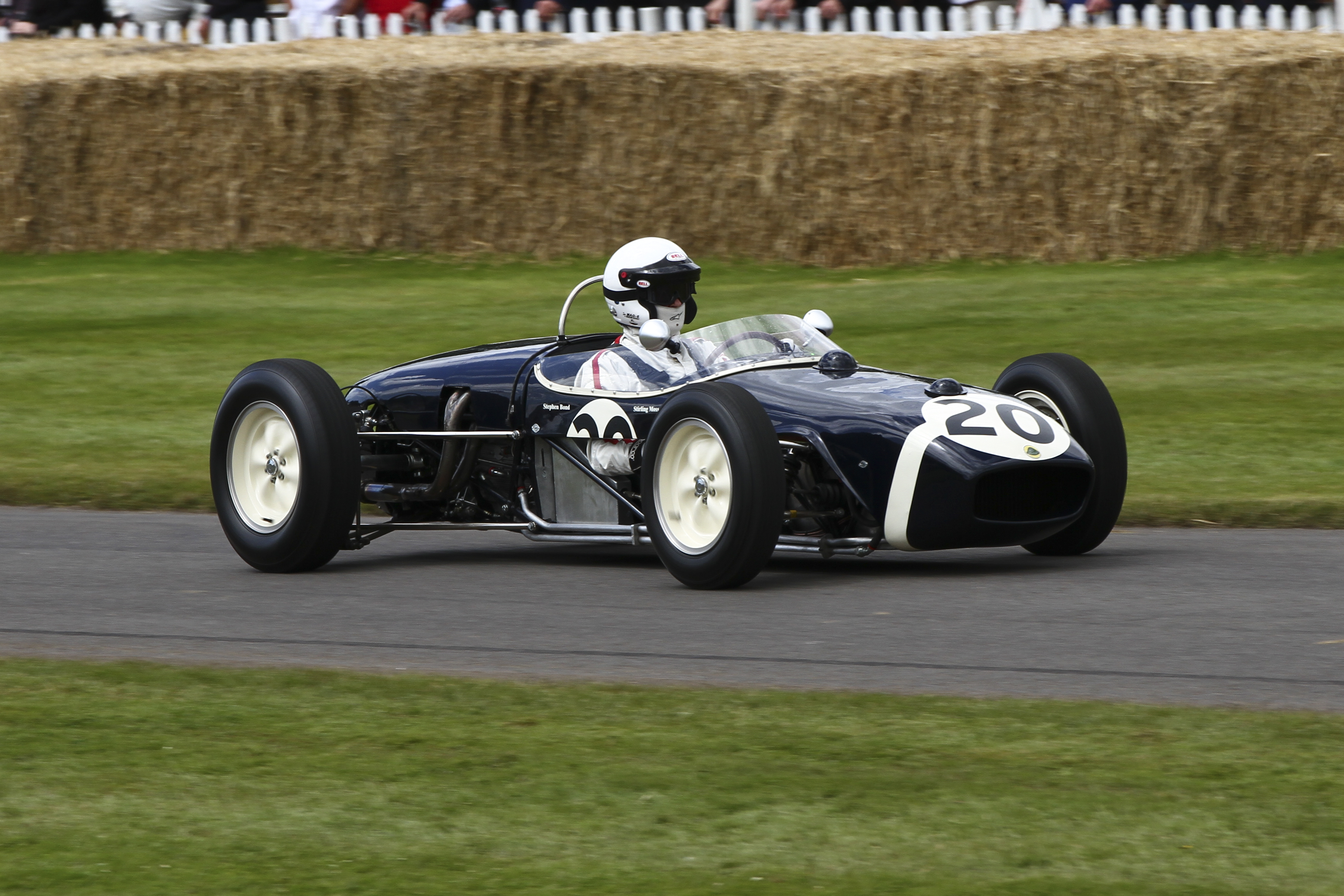
La Lotus 18 (ici en 2012), première monoplace victorieuse de l'écurie britannique

Pour la saison 1960, Chapman décide de suivre le chemin emprunté par Cooper et sort la Lotus 18, une F1 à moteur arrière. Malgré une esthétique qui ne fait pas l'unanimité (certains iront jusqu'à la qualifier de « boîte à chaussures »), elle s'avère immédiatement très performante aux mains du pilote maison Innes Ireland (qui remporte une course hors-championnat à Goodwood), à tel point que l'écurie privée Rob Walker Racing ne tarde pas à passer commande d'un modèle pour son pilote Stirling Moss. Alors considéré comme le meilleur pilote du monde malgré un palmarès vierge de titre mondial, Moss impose la Lotus 18 dès le Grand Prix de Monaco au mois de mai et récidive en fin d'année aux Grand Prix des États-Unis. Ces résultats sont accueillis de manière mitigée par Chapman : ils prouvent la qualité de ses créations, mais dans la mesure où ils ont été décrochés par une équipe privée, constituent un véritable camouflet pour le Team Lotus, qui a obtenu des résultats plus discrets avec son principal pilote Innes Ireland ainsi qu'avec les débutants Jim Clark et John Surtees. La saison du Team Lotus a en outre été endeuillée par la mort d'Alan Stacey au Grand Prix de Belgique à Spa-Francorchamps, heurté de plein fouet par un oiseau.
La situation ne s'améliore guère en 1961. Piégé par la nouvelle règlementation technique, Lotus doit composer avec un moteur Climax réalésé peu performant, incapable de rivaliser avec les surpuissants V6 Ferrari, et la sortie de la nouvelle Lotus 21 n'y change rien. Pire, sur les deux circuits (Monaco et le Nürburgring) où la puissance pure n'est pas primordiale, le Team Lotus assiste impuissant à deux nouvelles démonstrations de pilotage de Stirling Moss et de sa Lotus privée du Rob Walker Racing (une Lotus 18, qui au gré des modifications apportées par son chef-mécanicien Alf Francis sera appelée Lotus 18-21). Au dernier Grand Prix de la saison, aux États-Unis sur le circuit de Watkins Glen, en l'absence des Ferrari (forfaits à la suite de la mort tragique de Wolfgang von Trips à Monza), Moss semble bien parti pour s'imposer à nouveau, mais son abandon sur casse mécanique ouvre le chemin de la victoire à Innes Ireland, qui offre sa cinquième victoire au constructeur Lotus, mais seulement la toute première pour le Team Lotus. Le valeureux pilote écossais ne sera pas récompensé de ce succès historique, puisqu'il se fera limoger peu de temps après et remplacer pour la saison suivante par le jeune Trevor Taylor, le prometteur Jim Clark devenant de fait le nouveau leader de l'équipe.

### Les années Clark (1962-1967)

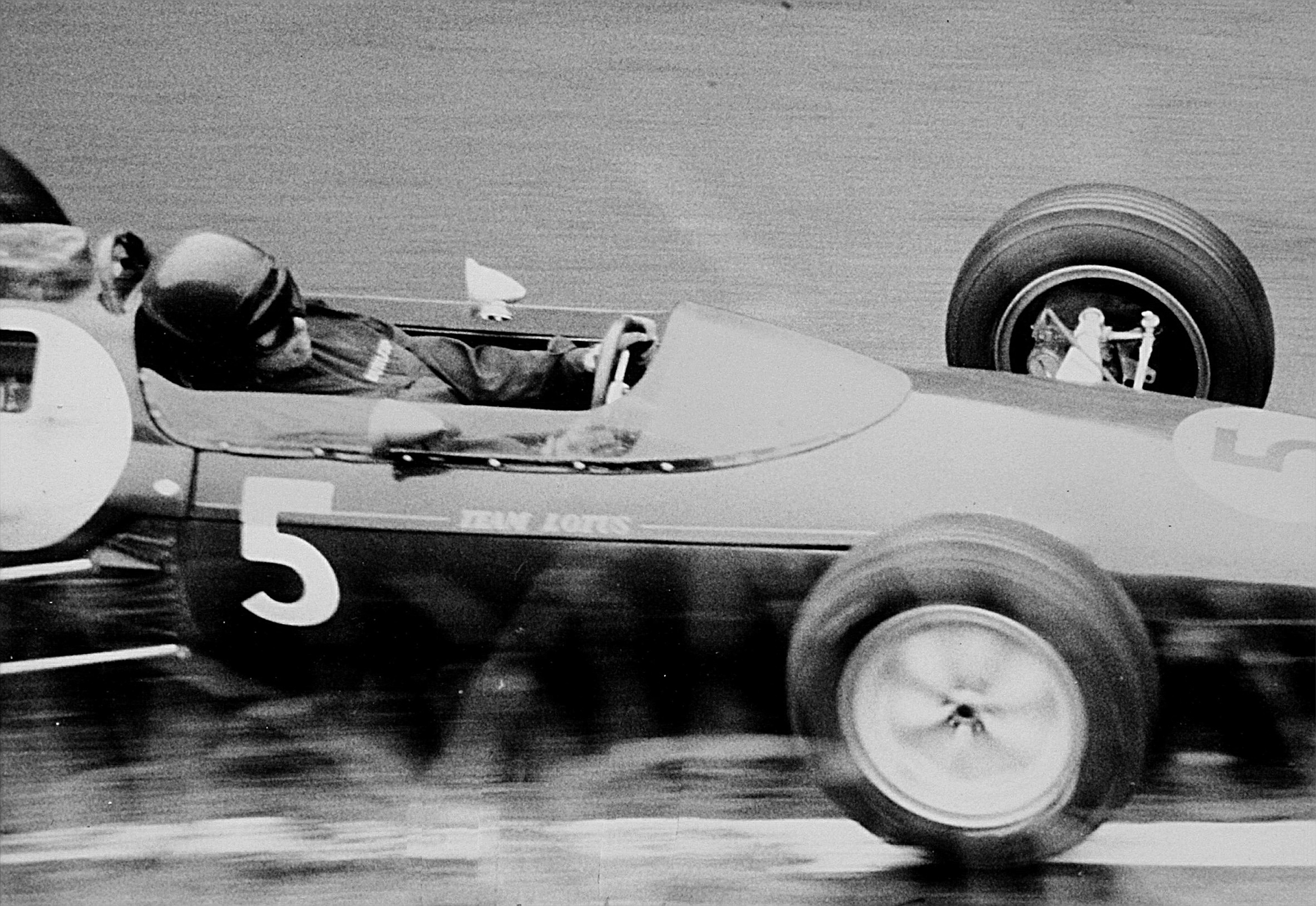
Jim Clark en 1962 sur la Lotus 25 monocoque.

Au début de la saison 1962, Colin Chapman frappe un grand coup en présentant la Lotus 25, première F1 à châssis monocoque, ce qui constitue une rupture avec les traditionnels châssis tubulaires dans un souci de recherche d'une plus grande rigidité et donc d'une meilleure tenue de route. Aux mains de Clark, la Lotus 25 ne tarde pas à s'affirmer comme la voiture la plus performante du plateau, mais souffre d'un manque de fiabilité qui empêche le pilote écossais de concrétiser ses dominations. Clark s'impose tout de même en Belgique, en Grande-Bretagne et aux États-Unis, ce qui lui permet d'aborder la finale du championnat en Afrique du Sud sur le circuit d'East London sur les talons de Graham Hill (BRM). Clark domine l'épreuve sud-africaine, et se retrouve donc en position virtuelle de champion du monde, jusqu'à ce qu'un boulon mal serré sur son moteur Climax ne le contraigne à l'abandon à une vingtaine de tours de l'arrivée. Clark et Lotus prendront leur revanche l'année suivante de la plus éclatante des façons : avec 7 victoires en 10 courses, Lotus décroche facilement les deux titres mondiaux. Également, le Team Lotus participe durant le mois de mai aux prestigieux 500 miles d'Indianapolis. Sur une petite voiture à moteur arrière qui fait figure de jouet aux côtés des volumineux et puissants roadsters américains, Clark passe proche de l'exploit mais doit se contenter de la deuxième place finale derrière Parnelli Jones dont le moteur qui aspergeait la piste d'huile en fin de course aurait dû lui valoir une disqualification.
En 1964, malgré une concurrence qui a réagi en reprenant à son compte le concept de châssis monocoque, Lotus (où l'espoir Peter Arundell remplace le décevant Trevor Taylor aux côtés de Clark) fait figure de favori avec la nouvelle Lotus 33. Trois victoires de Clark lors des cinq premières courses (et deux abandons alors qu'il était en tête) justifient ce statut, mais la seconde moitié de championnat du pilote écossais vire au cauchemar avec quatre abandons successifs, qui permettent à Graham Hill de prendre solidement la tête du championnat ainsi qu'à l'inattendu John Surtees (Ferrari) de se positionner en trouble-fête. Comme en 1962, le titre se joue lors de la dernière course de la saison au Mexique, et comme en 1962, Clark prend les choses en main dès le départ en s'envolant irrésistiblement. Mais contrairement à 1962, Clark n'a pas toutes les cartes en main puisque Hill, troisième, reste virtuellement en tête du championnat. Tout bascule en faveur de Clark à 35 tours de l'arrivée lorsque Hill est poussé dehors par Lorenzo Bandini et reprend la course hors des points. Mais le manque de fiabilité de la Lotus se rappelle à Clark sous la forme d'une fuite d'huile à seulement 2 tours du but, permettant à Surtees de décrocher le titre mondial.

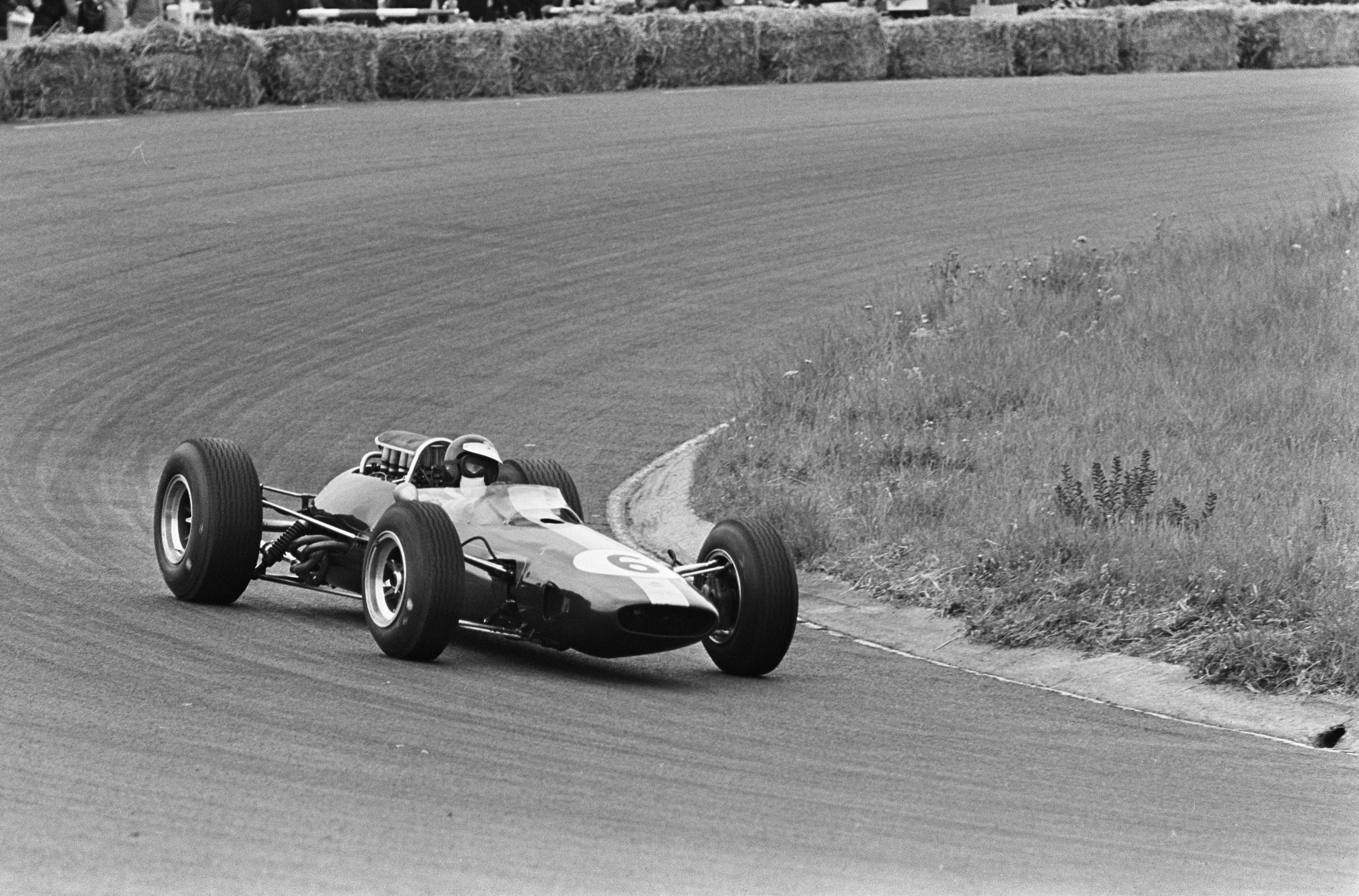
La Lotus 33 (ici au Grand Prix des Pays-Bas 1965) permet à Jim Clark et à Lotus de dominer le championnat en 1965

Lotus avait réagi à la désillusion de 1962 par une terrible domination en 1963, il en va de même en 1965. Clark remporte six des sept premières manches du championnat et offre donc un nouveau doublé pilote-constructeur à Lotus. La seule de ces six courses non remportée par Clark et Lotus est le Grand Prix de Monaco, sur lequel le Team Lotus au grand complet avait fait l'impasse afin de participer aux 500 miles d'Indianapolis. La troisième tentative fut la bonne pour les Britanniques, qui dominèrent l'épreuve avec une insolente facilité, et firent triompher pour la première fois (avec l'inévitable Jim Clark au volant) une voiture à moteur arrière dans l'Indiana.
1966 est une année de transition pour le Team Lotus. La nouvelle réglementation technique (la cylindrée maximale autorisée passant de 1 500 à 3 000 cm3) redistribue totalement les cartes et oblige Lotus à abandonner Climax, qui n'a pas développé de nouveau moteur. Fort de ses bonnes relations avec Ford (avec lequel il a remporté l'Indy 500), Chapman parvient à convaincre le géant de Detroit de financer la construction d'un tout nouveau moteur, dont la conception sera assurée par la firme britannique Cosworth dont les deux têtes pensantes (Mike Costin et Keith Duckworth) sont des anciens de chez Lotus. Le V8 Cosworth ne pouvant être prêt avant la saison 1967, Lotus se tourne en attendant vers BRM, qui a conçu un curieux moteur 16 cylindres en H (en réalité 2 V8 superposés). La saison est dominée par l'écurie Brabham et les Lotus, plombées par leur moteur BRM H16 qui s'avère être une véritable usine à gaz, ne brillent guère. Auteur d'une saison discrète, Clark parvient tout de même à sauver l'honneur en fin d'année en s'imposant au Grand Prix des États-Unis. Ce sera la seule victoire de l'histoire du moteur H16.

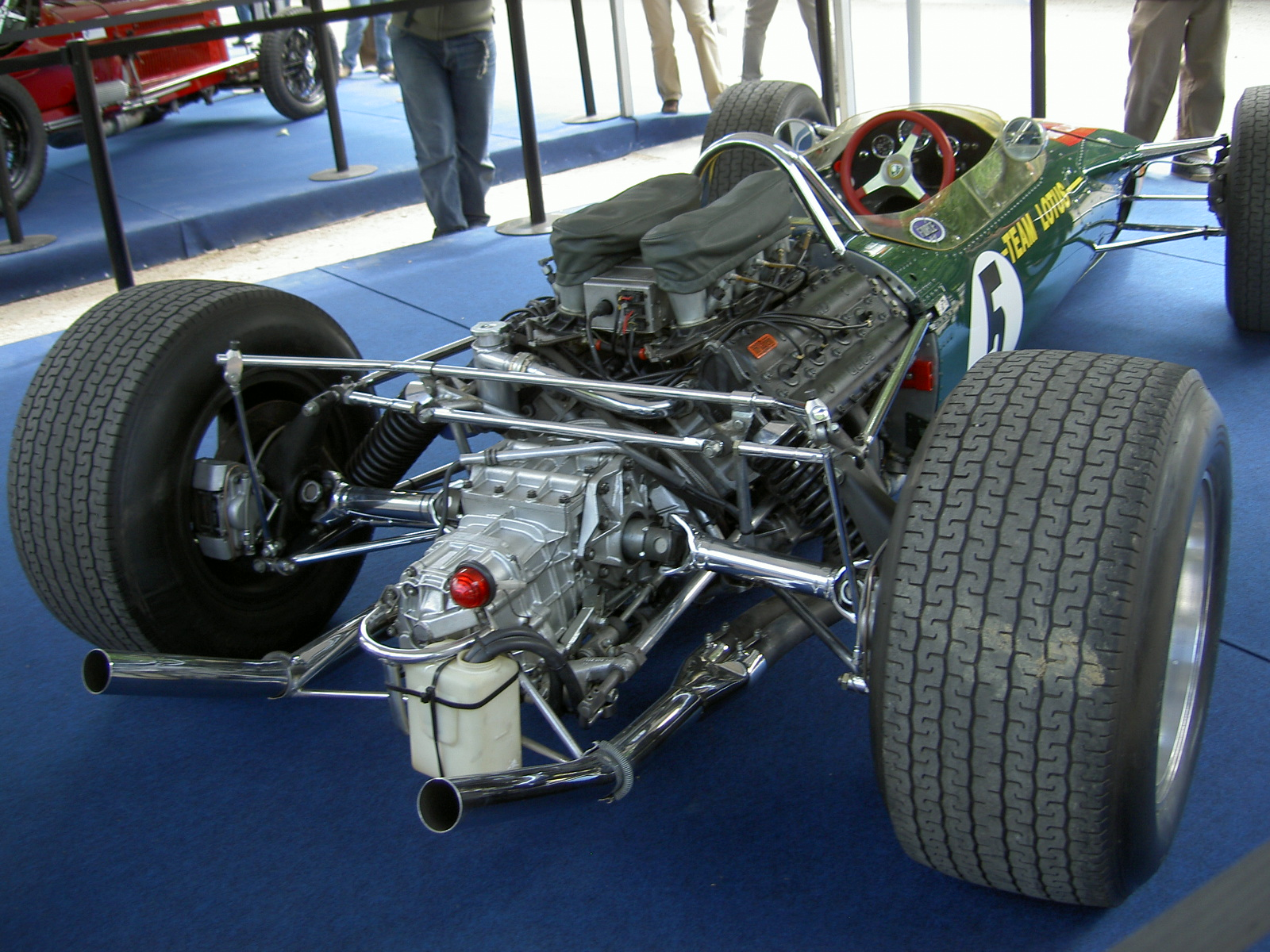
Vue du V8 Cosworth sur la Lotus 49.

Les débuts tant attendus du moteur V8 Cosworth (badgé Ford) ont lieu comme prévu en 1967. Pour répondre à une exigence commerciale du constructeur américain, Chapman accepte de modifier sa politique sportive habituelle consistant à engager un deuxième pilote peu réputé aux côtés de Clark (si Peter Arundell, dont les débuts prometteurs en 1964 furent interrompus par un grave accident, fit belle impression, on ne peut en dire autant de Trevor Taylor et de Mike Spence) et consent à recruter une deuxième « star », en l'occurrence l'Anglais Graham Hill, qui avait claqué la porte de l'écurie huit ans plus tôt. Après avoir jonglé pendant deux courses avec des moteurs Climax et BRM (le V8 et le H16), les pilotes Lotus reçoivent leur V8 Cosworth à l'occasion du Grand Prix des Pays-Bas à Zandvoort, qui marque également l'entrée en scène d'une nouvelle monoplace, la Lotus 49. Il s'agit à nouveau d'une voiture révolutionnaire puisque le V8 est monté en position de moteur porteur, augmentant la rigidité du châssis. Le nouvel ensemble fait immédiatement parler la poudre puisque Hill réalise la pole et que Clark domine la course. La suite sera un peu plus compliquée avec trois victoires supplémentaires pour le pilote écossais, mais également de nombreux soucis de fiabilité qui empêchent la Lotus 49 de concrétiser systématiquement son incontestable supériorité en matière de performances. Citons notamment le cas du Grand Prix d'Italie où, retardé en début de course par une crevaison, Clark avait sidéré le public en parvenant à récupérer un tour de retard sur tous ses adversaires avant de devoir abandonner.

### Drames et titres (1968-1970)

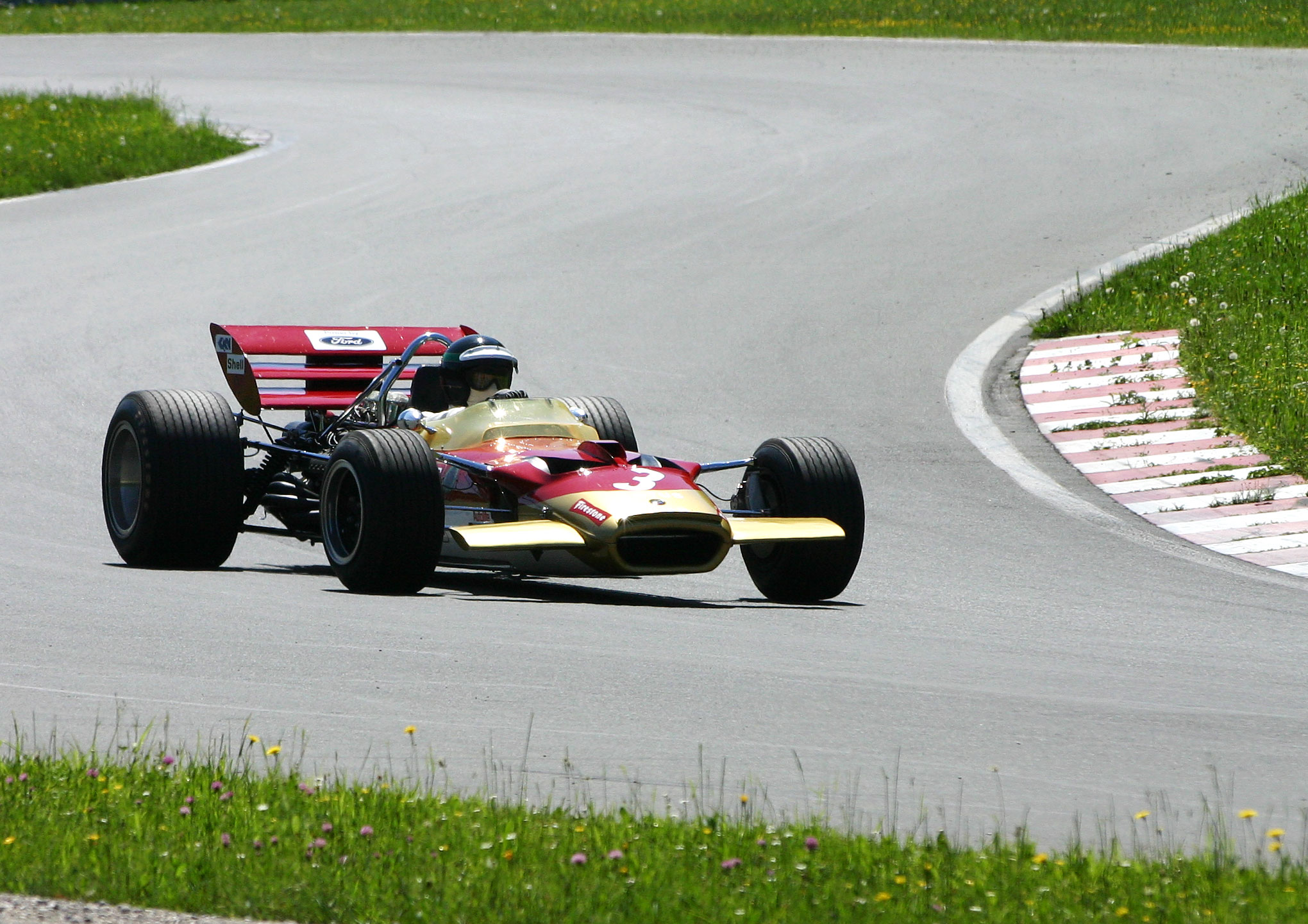
La Lotus 49, sur laquelle se sont greffés les premiers ailerons

Forte du potentiel démontrée par la Lotus 49 à moteur Cosworth en 1967, Lotus et son pilote emblématique Jim Clark abordent la saison 1968 en position de favoris. Dès le Grand Prix d'ouverture en Afrique du Sud, Clark se charge de confirmer sa supériorité et celle du Team Lotus. Mais le 7 avril à Hockenheim, il trouve la mort dans une épreuve de Formule 2. Quelques semaines plus tard, l'équipe Lotus est à nouveau frappée par le destin avec la mort lors des essais des 500 miles d'Indianapolis de Mike Spence (pilote BRM en F1, mais choisi par Lotus pour remplacer Clark à l'Indy 500).
Dans une ambiance particulièrement lourde (très affecté par la mort de Clark, l'omnipotent Colin Chapman prendra même quelques semaines de recul avec le sport automobile), la saison de F1 reprend en Espagne par une victoire de Graham Hill, l'autre pilote de l'écurie. Ce succès est acquis au volant d'une voiture aux couleurs inédites : visionnaire dans le domaine technique, Chapman est également un précurseur dans le domaine commercial, et profitant de la récente autorisation de la CSI d'avoir recours au sponsoring extra-sportif, a signé un partenariat avec le groupe de tabac Imperial Tobacco. Les Lotus quittent donc leur traditionnelle livrée British Racing Green pour les couleurs rouge et or du cigarettier John Player's Gold Leaf. Puis, à Monaco (où Hill remporte sa deuxième victoire de l'année) apparaissent sur la Lotus 49 les premiers ailerons (inspirés des Chaparral de Jim Hall), qui se transforment dès l'épreuve suivante en Belgique en véritables ailes. Après cet excellent début de saison qui les propulsent en tête du championnat, Hill et Lotus connaissant un passage à vide dont profite la concurrence (Jackie Stewart sur Matra, Denny Hulme sur McLaren et Jacky Ickx sur Ferrari) pour revenir au contact. Mais lors de l'ultime manche de la saison disputée sur son circuit fétiche de Watkins Glen (où le débutant Mario Andretti, invité par Chapman, crée la sensation en réalisant la pole), Hill renoue avec le succès et décroche le titre mondial. Au cours de cette saison, le Suisse Jo Siffert a remporté une victoire au volant d'une Lotus privée du Rob Walker Racing, ce que l'on avait plus vu depuis les exploits de Stirling Moss en 1961.
Conscient que le vieillissant Hill ne pourra plus longtemps repousser les assauts de la nouvelle génération emmenée par Jackie Stewart, Lotus recrute pour la saison 1969 le fougueux pilote autrichien Jochen Rindt, que certains voient comme le pilote le plus apte à rivaliser avec Stewart dans les années futures. Rindt remplace Jackie Oliver, appelé au printemps précédent pour prendre la place de Clark et qui n'a pas convaincu grand monde. Chapman, obsédé par le désir d'inventer et d'avoir systématiquement un coup d'avance sur la concurrence, frappe un grand coup en sortant une voiture à transmission intégrale, la Lotus 63. Plusieurs concurrents lui emboîtent le pas (dont Matra Sports), mais une fois n'est pas coutume, Chapman n'a pas vu juste et sa F1 4x4 est un flop. Lotus ressort donc la vieillissante 49, au volant de laquelle Hill s'impose à Monaco et Rindt à Watkins Glen, mais le temps et l'énergie gaspillés dans le développement de la Lotus 63 ont hypothéqué les chances de l'écurie au championnat du monde.

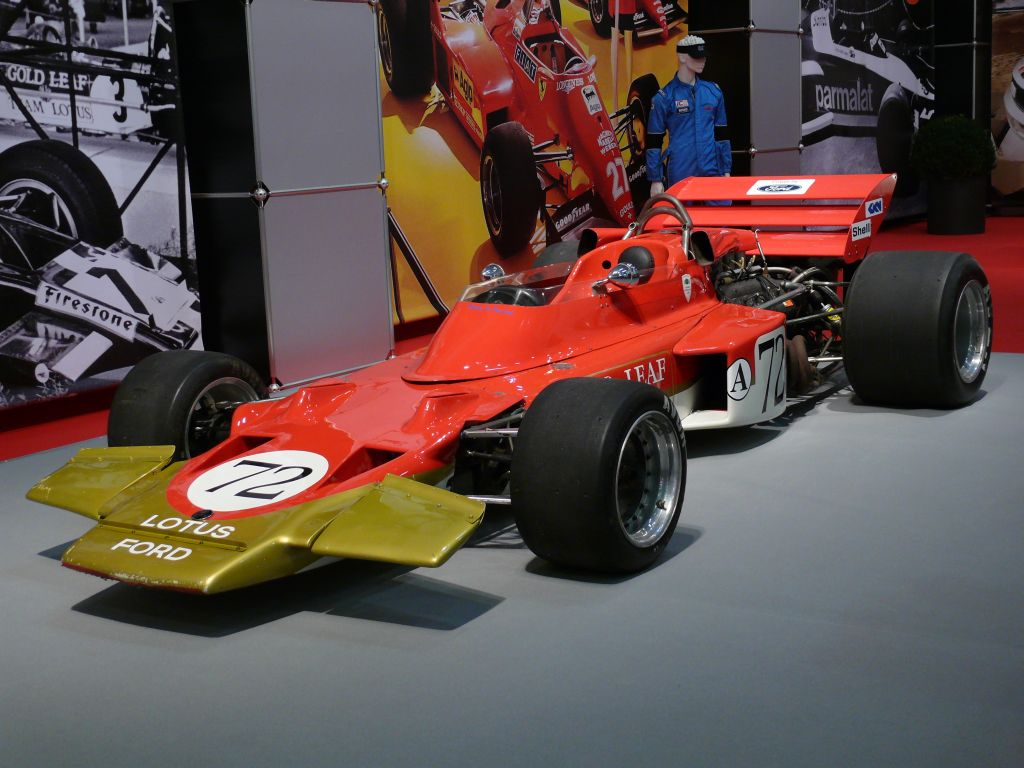
Le design de la Lotus 72 révolutionne l'esthétique des monoplaces de Formule 1

Pour la saison 1970, victime d'un grave accident à Watkins Glen, Hill perd sa place chez Lotus au profit du pilote de développement John Miles. Quant au premier pilote, il s'agit de Jochen Rindt, qui, même s'il n'a décroché qu'une seule victoire en 1969, a confirmé tout son potentiel. Pourtant, conserver Rindt n'a pas été sans mal pour Chapman. Malgré sa réputation de pilote « casse-cou », l'Autrichien apprécie peu les libertés que prend Chapman avec la sécurité. Il a notamment en tête sa sortie de route consécutive à un bris d'aileron lors du Grand Prix d'Espagne 1969 (il s'était encastré contre la voiture de Hill, sorti au même endroit et pour les mêmes raisons quelques tours plus tôt). Mais Chapman parvient à trouver les arguments (essentiellement financiers) pour retenir son pilote vedette. Sur l'antique Lotus 49, Rindt fait mieux que limiter les dégâts en début de saison, avec notamment une victoire mémorable à Monaco où il dépasse Jack Brabham, parti à la faute, dans le dernier virage de la course. L'Autrichien est donc en embuscade au championnat lorsque Chapman frappe un grand coup au Grand Prix des Pays-Bas en sortant la Lotus 72, une monoplace absolument révolutionnaire. Avec son capot avant ultra-plat et ses pontons latéraux (conséquence du déplacement sur les côtés du traditionnel radiateur frontal), la Lotus 72 préfigure ce que sera l'esthétique des F1 pendant les décennies à venir. En matière d'aérodynamisme et de répartition des masses, le gain est colossal. À son volant, Rindt enchaîne quatre victoires consécutives au cours de l'été et s'envole vers le titre mondial. Mais tout s'écroule lors des essais du Grand Prix d'Italie au cours desquels il trouve la mort (la thèse la plus probable est celle d'une défaillance des freins). Le championnat prend alors une tournure surréaliste, les principaux adversaires de Rindt tentant (avec plus ou moins de conviction) lors des dernières épreuves restant à disputer de refaire leur retard sur leur rival décédé. Une victoire en fin de saison du débutant brésilien Emerson Fittipaldi (troisième pilote Lotus, promu leader à la suite de la mort de Rindt et du retrait de Miles) permet à Rindt d'être sacré champion du monde à titre posthume.

### Les succès avant la crise (1971-1976)

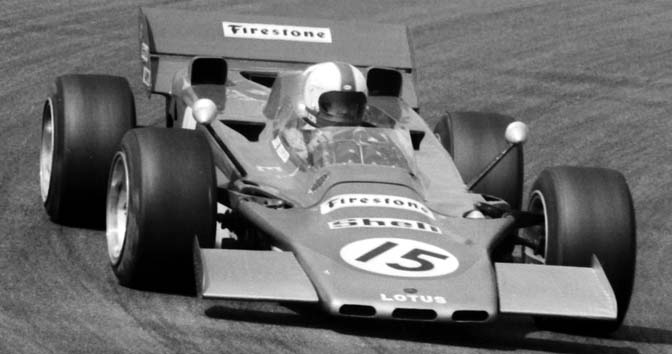
La Lotus 56B à turbine Pratt & Whittney lors du Grand Prix des Pays-Bas 1971

Malgré l'assurance de bénéficier avec la Lotus 72 de la meilleure machine du plateau, Chapman va en 1971 (comme en 1969) amener son écurie sur des chemins techniques trop osés, en lançant la Lotus 56, une voiture à turbine directement inspirée de sa collaboration avec Andy Granatelli les saisons précédentes aux 500 miles d'Indianapolis. Efficace à Indianapolis, le procédé s'avère inadapté à la F1 et la 56B ne fera que trois apparitions en championnat du monde. La mise au point de la 56B retarde le développement de la Lotus 72, et comme les pilotes s’avéreront peu à la hauteur (y compris Emerson Fittipaldi, diminué par un grave accident de la circulation survenu en début d'année), la saison 1971 s'achève sans la moindre victoire, une première depuis 1959.
Le Team Lotus (devenu officiellement John Player Special Team Lotus en vertu d'un nouvel accord commercial avec Imperial Tobacco) renoue avec la victoire en 1972 en se reconcentrant sur le développement de la type 72. Avec cinq victoires et une belle régularité, Emerson Fittipaldi devient à 25 ans le plus jeune champion du monde de l'histoire de la Formule 1 (ce record tiendra jusqu'en 2005 avec Fernando Alonso).
Toujours dominateur, le Team Lotus conserve le titre mondial des constructeurs en 1973, mais pas celui des pilotes. Outre le retour en force de Jackie Stewart (qui décroche le titre au volant de sa Tyrrell), Lotus a été handicapé par la lutte fratricide que se sont livrée ses pilotes Emerson Fittipaldi et Ronnie Peterson, nouveau venu au sein de l'écurie. Les deux hommes se sont partagé les victoires (trois succès pour le Brésilien, quatre pour le Suédois), Colin Chapman ne souhaitant pas donner de consignes d'équipe visant à favoriser Fittipaldi, mieux placé au championnat, mais légèrement moins rapide que Peterson.

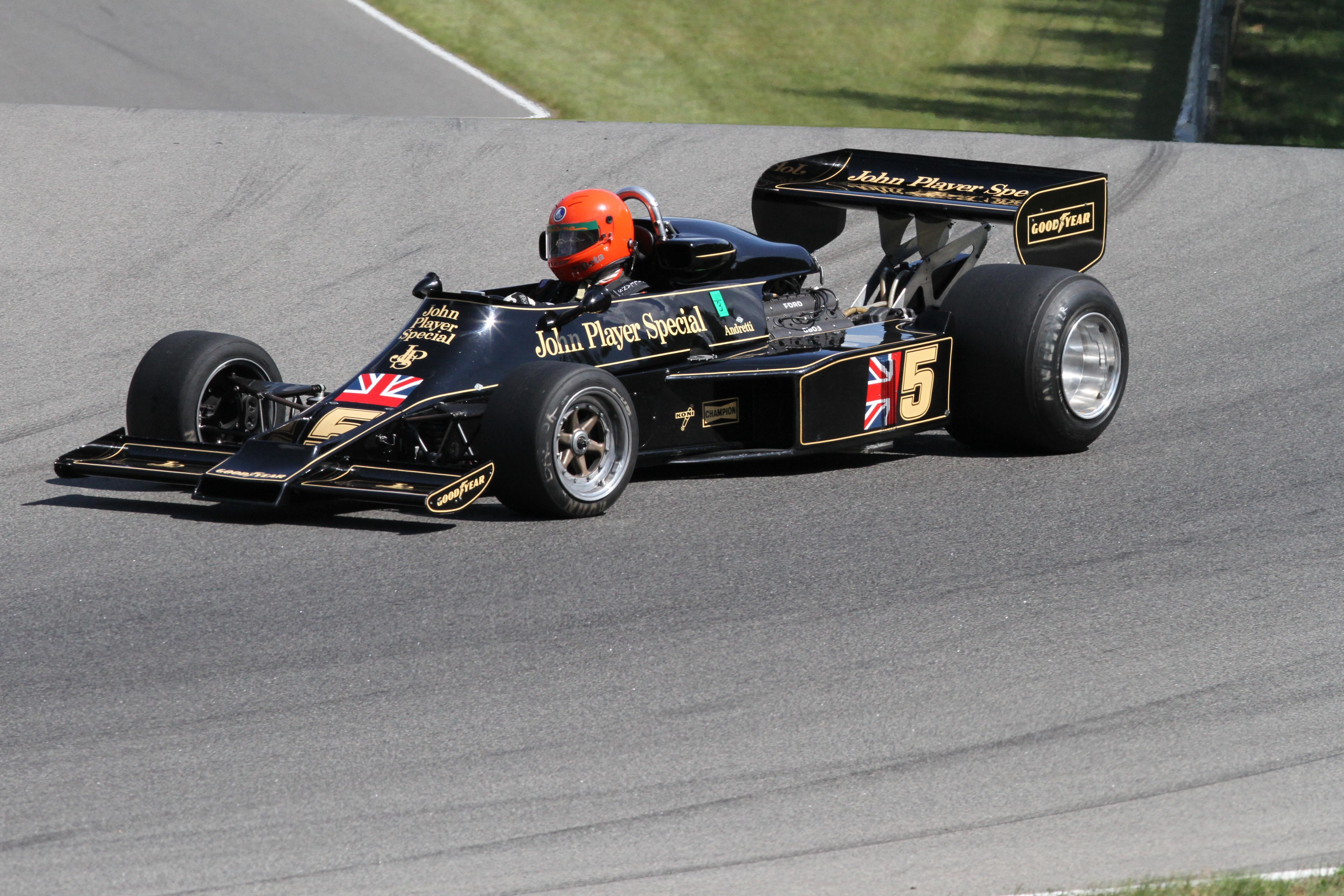
La Lotus 77 arborant la célèbre livrée noire et or John Player Special

Fin 1973, Fittipaldi (qui n'a pas digéré les circonstances de la perte de son titre mondial) claque la porte de Lotus et est remplacé par Jacky Ickx. Si Fittipaldi a montré en 1973 certaines limites en ce qui concerne la vitesse pure, il n'en reste pas moins un pilote au ressenti technique très fin, dont la perte n'est pas anodine, surtout au moment où Lotus lance une nouvelle machine, la Lotus 76, laquelle s'avère rapidement être un échec cuisant, obligeant les hommes de Chapman à ressortir la vénérable type 72. À son volant, Peterson arrache trois victoires spectaculaires, mais il s'agit de succès en trompe-l'œil qui dissimulent à peine le surplace technique de l'équipe, nettement dominée tout au long de l'année par McLaren et Ferrari. Affaiblie économiquement par la crise pétrolière qui a provoqué une sensible baisse des ventes des modèles routiers, le Team Lotus se résout à aborder la saison 1975 sans concevoir de nouvelle voiture (c'est donc la Lotus 72, dont la conception remonte à 1970, qui est encore utilisée), ce qui se solde par des résultats calamiteux.
Début 1976, le Team Lotus semble au plus mal. L'écurie a sorti une nouvelle monoplace (la Lotus 77), mais Ronnie Peterson la juge si peu convaincante qu'il préfère quitter l'équipe au soir de la première manche de la saison au Brésil. Pour le remplacer, Chapman peut compter sur l'Américain Mario Andretti. Ce dernier a également disputé le Grand Prix du Brésil pour Lotus, mais devait par la suite retourner chez Parnelli. À la suite de la faillite de l'écurie Parnelli, il est définitivement engagé par Lotus, aux côtés de Gunnar Nilsson. Le jugement d'Andretti sur la Lotus 77 n'est guère plus positif que celui de Peterson, mais il va s'employer à la développer, jusqu'à obtenir une étonnante victoire en fin d'année lors du Grand Prix du Japon.

### La révolutionwing car(1977-1978)

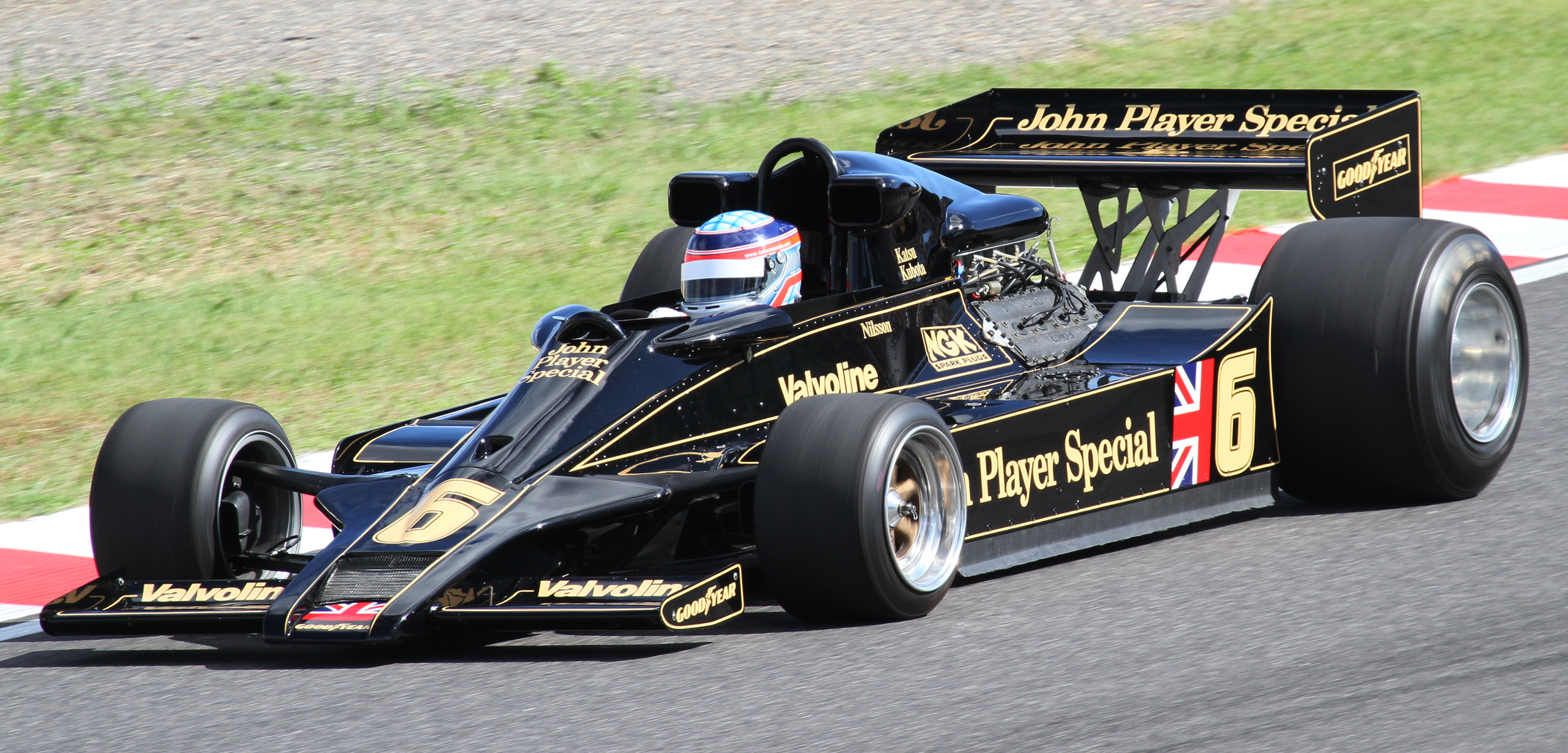
La Lotus 78 à l'aérodynamique révolutionnaire (ici en 2010) permet à Gunnar Nilsson de remporter son unique victoire en Formule 1

Au début de l'année 1977, Lotus sort la Lotus 78. Réalisée sous la direction de Colin Chapman par Peter Wright et Tony Rudd, il s'agit d'une monoplace absolument révolutionnaire, qui exploite l'écoulement de l'air sous la voiture. Grâce à ses larges pontons latéraux conçus avec un profil d'aile d'avion inversée (d'où le nom « wing car » ou « voiture aile »), elle bénéficie d'une tenue de route redoutable. À son volant, Mario Andretti s'affirme comme l'homme fort du championnat, mais des soucis récurrents de fiabilité de son V8 Ford le contraignent à de nombreux abandons et à laisser filer le plus régulier Niki Lauda (Ferrari) vers le titre mondial. Il remporte tout de même 4 victoires, tandis que le discret Gunnar Nilsson remporte lui le Grand Prix de Belgique.
En 1978, Nilsson est remplacé par le revenant Ronnie Peterson. Potentiellement plus rapide qu'Andretti, le véloce suédois doit toutefois se contenter d'un contrat assez strict de deuxième pilote dans la mesure où Chapman estime que le mérite d'Andretti dans le développement de la « wing car » lui vaut d'être prioritaire. Dès le début de la saison, les deux pilotes Lotus confirment le potentiel de la Lotus 78, mais Chapman enfonce le clou au Grand Prix de Belgique en sortant la Lotus 79, un petit bijou qui pousse encore plus loin le concept de wing car. La concurrence est totalement dépassée, et Andretti file facilement vers le titre mondial, tandis que Peterson assure sagement les doublés derrière lui. Au total, les Lotus remportent 8 des 16 courses du calendrier (6 pour Andretti, 2 pour Peterson). Le sacre d'Andretti à Monza est hélas assombri par l'accident au départ de Ronnie Peterson. Victimes de multiples fractures aux jambes, le Suédois décédera dans la nuit des suites de complications post-opératoires.

### Mauvais choix (1979-1982)
Pour la saison 1979, Lotus sort la Lotus 80, une évolution radicale de la Lotus 79 qui pousse le concept de « wing car » si loin qu'elle est censée (du moins en théorie) pouvoir se passer d'ailerons. La 80 s'avère un échec, obligeant l'équipe à revenir à la 79. Mais la concurrence, qui a parfaitement assimilé les subtilités de l'effet de sol, a pris l'ascendant. Tout au long de la saison, Lotus est dominée par Ferrari mais également par les nouvelles Williams et Ligier, qui s'inspirent grandement de la 79 tout en étant plus performantes. Nouveau venu chez Lotus, Carlos Reutemann fait illusion lors des premières courses de la saison en décrochant quelques podiums avant de rentrer dans le rang. Quant au champion en titre Mario Andretti, il réalise une saison encore plus discrète. En 1980, la baisse de forme de Lotus se poursuit : Andretti, dont la motivation apparaît de plus en plus douteuse, ne marque qu'un seul point, l'honneur de l'équipe étant sauvé par le jeune italien Elio De Angelis, auteur d'un podium au Grand Prix du Brésil. Plus que par ses performances en piste, Lotus se fait surtout remarquer cette année-là par les frasques de son nouveau bailleur de fonds, l'Américain David Thieme (patron de la société Essex), reconnaissable à ses larges lunettes de soleil et à son chapeau texan et qui organise de luxueuses réceptions dans le paddock.

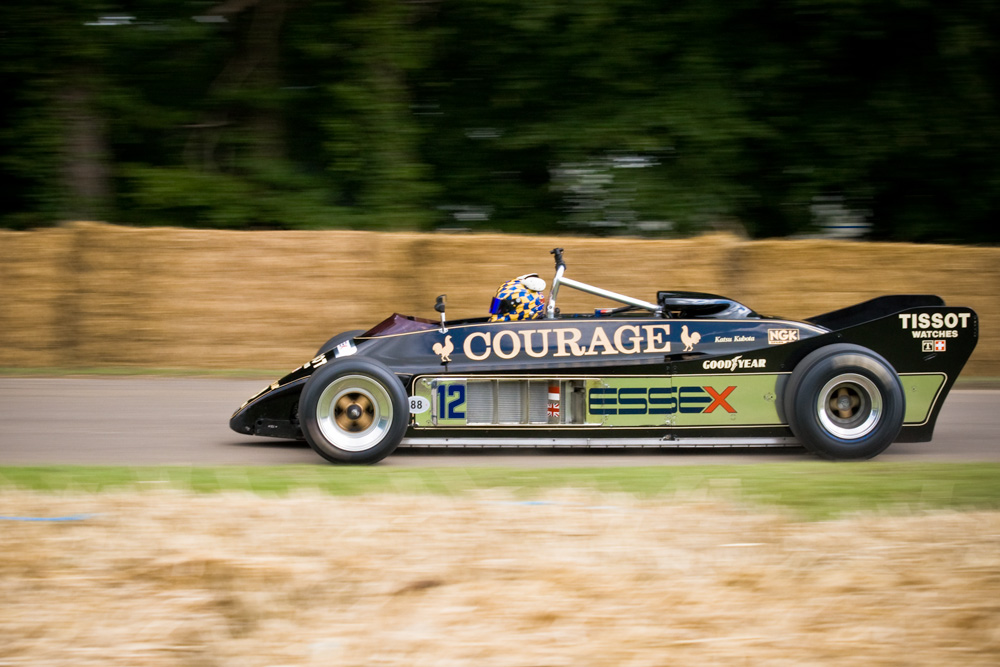
La Lotus 88 (ici en 2007 à Goodwood) ne sera jamais engagée en championnat du monde.

Pour la saison 1981, Chapman décide de frapper un grand coup pour contourner le règlement technique qui oblige les F1 à présenter une garde au sol de 6 centimètres (une manière pour la FISA de bannir l'effet de sol) et sort la Lotus 88, qui restera dans l'histoire comme la F1 « double châssis ». Le premier châssis comprend la coque, le moteur et les suspensions, tandis que le deuxième châssis, qui se superpose au premier, est uniquement constitué de la carrosserie. Le principe du système est de faire supporter au deuxième châssis toutes les charges aérodynamiques tout en permettant grâce à un astucieux système de ressorts de plaquer la voiture à la piste et de retrouver l'effet de sol. Mais dès son apparition en piste lors des premiers essais du Grand Prix des États-Unis à Long Beach, la voiture suscite la polémique et est déclarée illégale. D'autres constructeurs (et notamment Brabham, l'équipe de Bernie Ecclestone) trouveront des moyens plus simples de contourner le règlement, et, dans un contexte d'apaisement de la guerre FISA-FOCA, recevront eux l'aval des autorités sportives. À l'obligation de concevoir en urgence une nouvelle voiture (ce sera la Lotus 87), s'ajoute pour Lotus un grand trouble financier à la suite des ennuis judiciaires du flamboyant David Thieme, poursuivi pour fraude fiscale. Dans ce contexte délicat, et malgré le retour d'Imperial Tobacco, sponsor historique de l'équipe, les pilotes Elio De Angelis et Nigel Mansell parviennent à sauver quelques points, mais très loin des meilleurs.
En 1982, les Lotus continuent de lutter en milieu de peloton. C'est pourtant là où on les attend le moins, sur le rapide tracé en altitude de Zeltweg, a priori favorable aux moteurs turbo, que les hommes de Chapman réalisent leur meilleure performance de l'année. Profitant d'une hécatombe chez les favoris, Elio De Angelis parvient à se hisser en tête de la course et à résister au rush final du futur champion du monde Keke Rosberg, dans ce qui reste l'une des arrivées les plus célèbres de l'histoire de la F1 : seuls cinq centièmes de seconde séparent les deux hommes sur la ligne. Pour Lotus, il s'agit de la première victoire depuis près de quatre ans, mais c'est également la dernière que pourra célébrer Colin Chapman. Fondateur et inspirateur de la marque pendant plus de 30 ans, il meurt d'une crise cardiaque le 16 décembre 1982.

### Les années turbo (1983-1988)

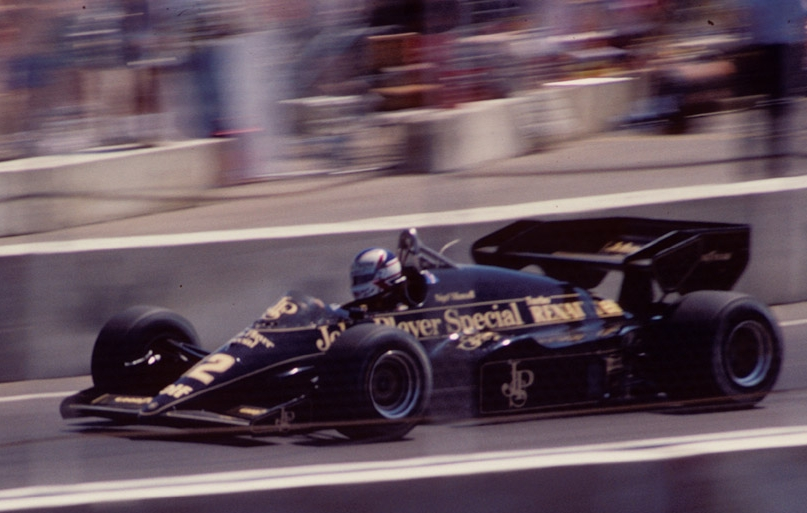
La Lotus 95T de Nigel Mansell au Grand Prix de Dallas 1985

En vertu d'un accord avec Renault signé par Chapman avant sa mort, Lotus obtient à partir de la saison 1983 la fourniture de moteurs V6 turbo, condition sine qua non pour espérer jouer les premiers rôles. La prise de contact avec ce nouveau moteur s'avère délicate (surtout si l'on garde à l'esprit que Lotus utilise le V8 Cosworth depuis 1967) et le châssis 93T se montre très peu performant. Mais renforcée en cours de saison par l'arrivée du réputé ingénieur français Gérard Ducarouge, l'équipe remonte progressivement la pente. Les progrès se concrétisent avec la Lotus 95T en 1984, où Elio De Angelis, d'une remarquable régularité, parvient à accrocher la troisième place du championnat du monde, très loin il est vrai des invincibles McLaren-TAG de Lauda et Prost. Moins régulier, Nigel Mansell réalise quant à lui plusieurs coups d'éclat comme à Monaco sous la pluie (en tête au moment de taper le rail) et à Dallas (où il réalise la pole, avant de s'effondrer au sens propre comme au sens figuré puisqu'il termine l'épreuve évanoui à côté de sa monoplace en panne après avoir tenté en vain de la pousser jusqu'à la ligne d'arrivée.
En 1985, Lotus parvient à grimper un échelon dans la hiérarchie. Cette progression est à mettre au crédit de l'excellent V6 turbo (considéré comme le plus puissant du plateau dans sa version de qualification), du bon travail de Ducarouge à la direction technique, mais également de la nouvelle recrue de l'écurie, Ayrton Senna, engagée pour prendre la place de l'inconstant Mansell. Outre son adresse remarquable au volant, le jeune Brésilien s'avère un très fin metteur au point, doublé d'un véritable bourreau de travail. Au Grand Prix du Portugal, deuxième manche de la saison et disputé sous le déluge, Senna livre une démonstration de pilotage qu'il achève sur la plus haute marche du podium, loin devant tous ses adversaires. Quelques semaines plus tard, c'est De Angelis qui renoue avec le succès en s'imposant au Grand Prix de Saint-Marin à Imola, en ayant mieux su gérer sa consommation d'essence que ses adversaires. La suite de la saison est plus délicate pour Lotus, en raison d'une fiabilité souvent prise en défaut. Lors de la deuxième moitié de saison, Senna parvient néanmoins à signer une deuxième victoire en Belgique.

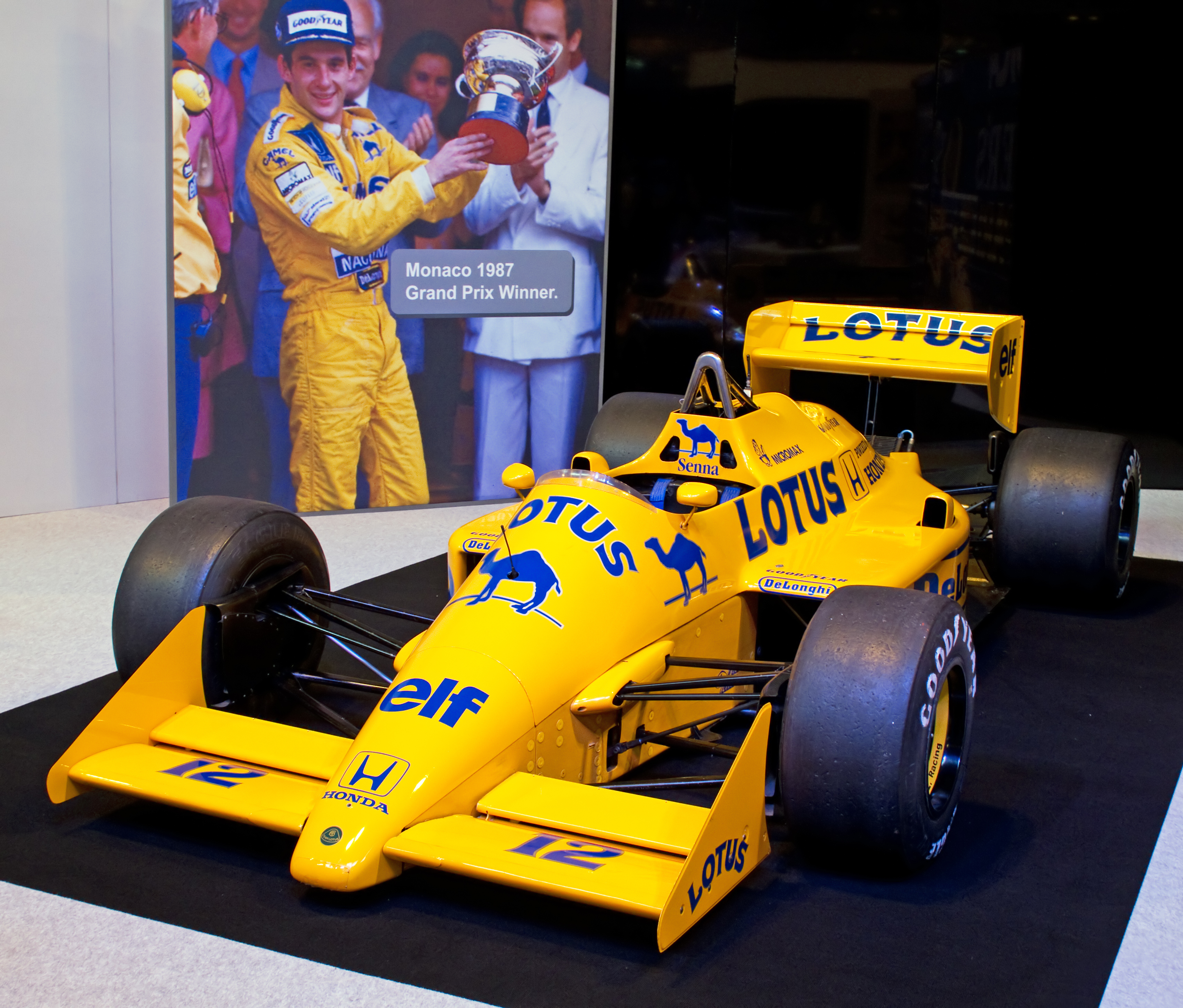
La Lotus 99T sera la dernière monoplace victorieuse de l'écurie

En 1986, Senna fait figure d'outsider pour le titre mondial, mais l'équipe peine à franchir la dernière marche lui permettant de lutter avec les tout meilleurs. La progression de l'écurie est notamment limitée par des ressources budgétaires un peu inférieures aux deux grandes équipes du moment, McLaren et Williams. Sentant que son employeur n'était pas en mesure de faire gagner deux voitures, Senna a d'ailleurs mis durant l'hiver son veto au recrutement du réputé pilote britannique Derek Warwick, préférant voir à ses côtés le pâle Johnny Dumfries. Mais l'assurance de bénéficier pour lui seul de toutes les ressources de l'équipe n'est pas suffisante pour Senna, qui remporte deux victoires, mais qui après un solide début de saison se fait décramponner de la lutte pour le titre mondial. Le scénario est sensiblement le même en 1987 (où le motoriste Honda remplace Renault et les couleurs des voitures passent du noir et or JPS au jaune Camel), puisque après un excellent début de saison (victoire à Monaco et à Detroit) qui le voit figurer un temps en tête du championnat du monde, Senna est inexorablement dominé par les pilotes Williams-Honda, Nelson Piquet et Nigel Mansell.
À la fin de la saison 1987, estimant que Lotus ne lui permettra pas de lutter pour le titre mondial, Senna part pour McLaren. La perte est dure pour Lotus, malgré le recrutement à sa place du champion du monde en titre Nelson Piquet. Mais la Lotus 100T de 1988 n'est pas compétitive, sans compter que le vieillissant Piquet est loin de faire oublier Senna. La saison s'achève sur une décevante quatrième place au championnat du monde des constructeurs, avec quelques podiums de Piquet comme meilleurs résultats.

### Lente agonie (1989-1994)
Lâché par Honda, Lotus ne trouve rien de mieux qu'un partenariat avec le modeste motoriste Judd pour aborder la saison 1989, première année de la nouvelle réglementation moteur (interdiction des turbos). Très influent au sein de l'équipe malgré sa saison 1988 en demi-teinte, Piquet a obtenu le limogeage de Gérard Ducarouge avec lequel ses rapports étaient orageux et fait engager à sa place Frank Dernie. Avec seulement 15 points inscrits (12 pour Piquet, 3 pour Nakajima), 1989 confirme le déclin de Lotus, qui subit même l'affront d'une double non-qualification au Grand Prix de Belgique.
Un accord avec le motoriste italien Lamborghini laisse espérer un retour en forme en 1990, mais les deux nouveaux pilotes Derek Warwick et Martin Donnelly ne peuvent faire mieux que lutter dans le ventre mou du peloton. Warwick n'inscrit que 3 points, ce qui l'incite à quitter la Formule 1, tandis que Donnelly voit sa carrière brisée dans un terrible accident, lorsqu'il est éjecté de sa monoplace à 250 km/h à Jerez.

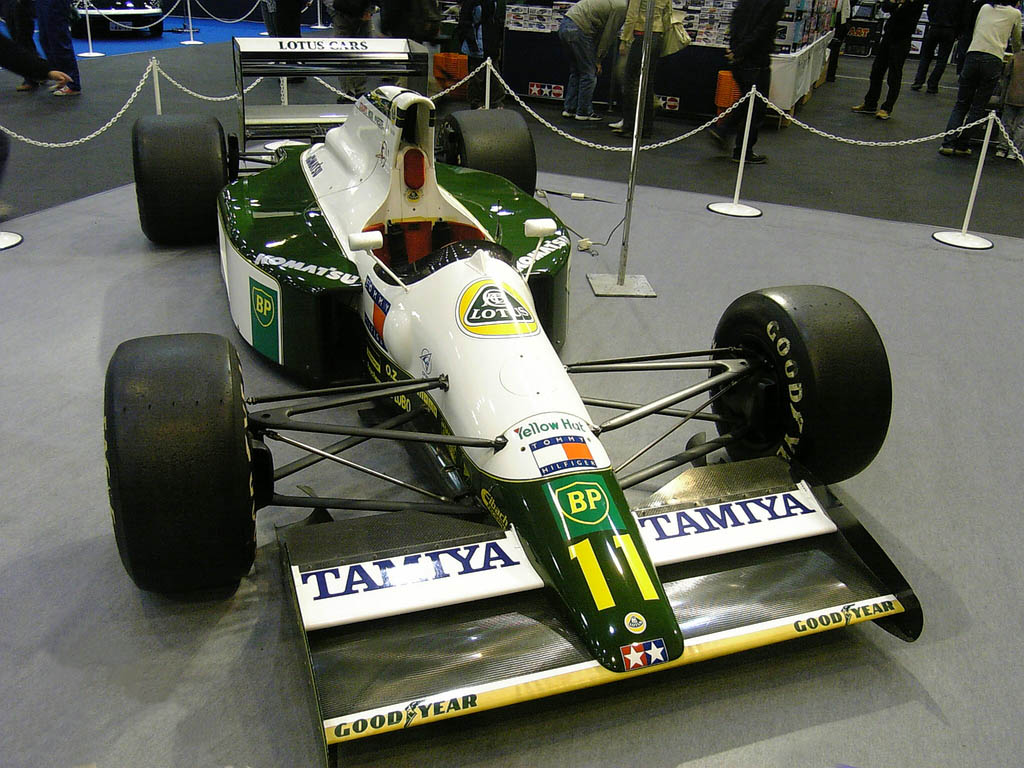
La Lotus 102B pilotée par Mika Häkkinen en 1991

Privé du soutien de Camel, Lotus aborde la saison 1991 avec un budget très serré, ce qui se ressent dans le recrutement des pilotes, en partie engagés pour les subsides financiers qu'ils sont en mesure d'apporter. Cette politique, qui montre clairement que Lotus est devenue une écurie de seconde zone, n'empêche pas de mettre la main sur de bons pilotes, comme le prouve le recrutement du jeune et prometteur Finlandais Mika Häkkinen (directement issu de la Formule 3), qui termine 5e du Grand Prix de Saint-Marin, devant son coéquipier Julian Bailey. Mais ces 3 points heureux (le peloton a été décimé par la pluie) seront les seuls d'une année où Lotus a dû se contenter comme en 1989 du moteur Judd. La valse des pilotes dans le deuxième baquet (Bailey étant remplacé par le très solide Johnny Herbert, puis par Michael Bartels au talent plus incertain) témoigne des difficultés financières persistantes de l'équipe.
La saison 1992 marque un sensible redressement de l'écurie. La Lotus 107 à moteur Cosworth apparue à mi-saison (qui, sans être une immense réussite, est bien supérieure aux dernières créations maison) permet à Häkkinen et Herbert de s'en donner à cœur joie dans le peloton et de ramener 13 points, dont 11 pour le seul Häkkinen, moins victime des soucis techniques que son coéquipier britannique. Lotus parvient ainsi à remonter à la cinquième place du classement des constructeurs. Un peu moins brillante, la saison 1993 semble toutefois confirmer la capacité de Lotus à se fixer dans la première moitié du plateau (11 points pour Herbert, 1 pour Zanardi le remplaçant d'Häkkinen parti chez McLaren) et débouche sur la conclusion en fin d'année d'un accord avec le motoriste japonais Mugen, derrière lequel se cache le savoir-faire technique de Honda. Mais les difficultés financières (le moteur Mugen n'est pas gratuit) empêchent Lotus de concevoir une nouvelle voiture et les quelques coups d'éclat de Herbert en qualification ne se matérialisent pas par le moindre point, une première dans l'existence de l'écurie. Le coup de grâce est porté en fin d'année par la décision de Mugen de quitter Lotus pour Ligier.
En fin d'année, l'équipe est placée en liquidation judiciaire et ses actifs rachetés par David Hunt, le frère de l'ancien champion du monde James Hunt. Hunt espère dans un premier temps poursuivre l'activité de l'équipe, mais doit rapidement renoncer, faute d'argent. Il se contente d'un vague partenariat avec la modeste équipe Pacific Racing (rebaptisée Pacific Team Lotus), laquelle disparaît à son tour fin 1995.

### L'imbroglio judiciaire à la suite de la création de Lotus Racing (2010-2011)
En 2009, la FIA lance un appel d'offres pour accueillir de nouvelles équipes à compter de 2010. La petite structure Litespeed présente sa candidature sous le nom de Litespeed Lotus alors qu'elle n'a aucun lien ni avec Lotus Cars, ni, avec le Team Lotus. Lotus Cars annonce alors sa volonté de prendre des mesures pour protéger son nom et sa réputation si nécessaire. La candidature de Litespeed n'est finalement pas retenue.
À la suite du retrait de BMW Sauber F1 Team, un nouvel appel d'offres est lancé. Le gouvernement malaisien, inspiré par l'action de Litespeed, décide d'inscrire une nouvelle équipe nommée Lotus F1 Racing. Si cette écurie n'a aucune connexion avec le Team Lotus, elle est toutefois liée à Lotus Cars. En effet, le constructeur automobile national Proton, groupe automobile fondé en 1983 détient depuis 1998 80 % de Lotus Cars. Cette candidature est retenue le 15 septembre et, le 12 février 2010, l'écurie est finalement baptisée Lotus Racing et la Lotus T127 présentée à la presse. De plus, l'écurie reçoit le soutien de Clive Chapman, fils du fondateur de Lotus, qui offre la casquette de son père à Tony Fernandes afin que celui-ci la lance en l'air en cas de victoire, comme le veut la tradition. Lotus Racing revendique elle-même une filiation avec le Team Lotus.
Le 24 septembre 2010, Tony Fernandes, patron de Lotus Racing, annonce avoir racheté à David Hunt la licence du nom Team Lotus. Cet accord permettrait à Lotus Racing de reprendre le nom historique et l'héritage du Team Lotus. Dès le lundi 27 septembre, le groupe Proton, propriétaire de Lotus Cars, annonce son intention d'empêcher Fernandes de rebaptiser son écurie Team Lotus en 2011. Selon Proton, la marque Team Lotus n’a jamais appartenu à David Hunt et Fernandes n’en est donc pas propriétaire. De plus, Proton se retire du partenariat avec 1Malaysia Racing Team qui roule sous le nom de Lotus Racing car Proton juge Fernandes coupable d'atteintes répétées à l'image de la marque Lotus. Lotus Racing, Group Lotus et Proton vont en venir à la justice car Fernandes confirme son intention d’appeler son équipe Team Lotus en 2011.
David Hunt, dans un entretien accordé à Peter Windsor, indique que Group Lotus n'a jamais été propriétaire de Team Lotus, Colin Chapman ayant pris la précaution de séparer les deux entités pour protéger Lotus Cars d'éventuels problèmes d'assurance en cas d'accident impliquant l'écurie de course. Hunt complète ses propos en rappelant les conditions de son rachat du Team Lotus à deux courses de la fin de la saison 1994. Hunt confirme les déclarations de Fernandes et considère les allégations de Proton comme pure fantaisie et diffamation.
Le mercredi 8 décembre 2010, Genii Capital, le nouveau propriétaire de l'écurie Renault F1 Team, et Group Lotus plc, grâce au soutien de sa maison mère Proton, annoncent que la dénomination commerciale de leur écurie est désormais Lotus Renault GP, dans le cadre d’une alliance entre les deux entreprises afin de valoriser des opportunités commerciales et technologiques pour la gamme à venir de voitures sportives de Group Lotus.
Le constructeur britannique, déjà présent en Formule 1 2010 lorsqu'il avait soutenu l'équipe de Tony Fernandes Lotus Racing, et qui envisage à terme une prise de participation dans l'équipe de Genii Capital, a conclu un accord de sponsoring jusqu’à la fin de la saison 2017. Genii Capital est ainsi à 100 % propriétaire de l'écurie tandis que Renault maintient son soutien en tant que fournisseur de moteurs.
Toutefois, la liste d’entrée au championnat du monde 2011 publiée par la FIA le premier décembre 2010 confirme l'inscription d'un Team Lotus, nouvelle dénomination de l'écurie malaisienne inscrite en 2010 sous la dénomination Lotus Racing. Si Lotus Renault GP/Renault F1 Team ne peut pas récupérer le nom historique Team Lotus, la compagnie mère Proton poursuit son action en justice pour empêcher l'ex-écurie Lotus Racing de Tony Fernandes de l'utiliser.
Group Lotus a néanmoins effectué une demande d'enregistrement de la marque Team Lotus auprès du bureau de la propriété intellectuelle britannique et utilise pour sa communication le nom de domaine internet teamlotus.com dont il est propriétaire. Le 27 mai 2011, le juge Peter Smith rend son verdict public, autorisant Tony Fernandes à utiliser le nom de Team Lotus acheté à David Hunt. Néanmoins, Group Lotus plc obtient gain de cause pour continuer à utiliser la livrée or et noir. L'écurie de Tony Fernandes peut nommer ses châssis de Formule 1 Lotus alors que Lotus Renault GP continue d'adopter la dénomination Renault .
Le vendredi 4 novembre 2011, l'imbroglio juridique opposant Lotus et l'écurie de Tony Fernandes est levé car celui-ci décide de rebaptiser, à partir de 2012, son écurie Caterham F1 Team après avoir racheté l'entreprise Caterham. La commission de la FIA réunie le jeudi 3 novembre 2011 à Genève accepte cette nouvelle dénomination. Lotus Cars prête son nom à l'écurie détenue par Genii Capital avec la dénomination Lotus F1 Team à partir de 2012.

## Résultats en championnat du monde de Formule 1
| Saison | Écurie                                   | Châssis                       | Moteur                                   | Pneus             | Pilotes                                                                                  | Grands Prix disputés | Points inscrits | Classement       |
| ------ | ---------------------------------------- | ----------------------------- | ---------------------------------------- | ----------------- | ---------------------------------------------------------------------------------------- | -------------------- | --------------- | ---------------- |
| 1958   | Team Lotus                               | Lotus 12 Lotus 16             | Climax L4                                | Dunlop            | Cliff Allison Graham Hill Alan Stacey                                                    | 9                    | 3               | 6e               |
| 1959   | Team Lotus                               | Lotus 16                      | Climax L4                                | Dunlop            | Pete Lovely Graham Hill Innes Ireland Alan Stacey                                        | 8                    | 5               | 4e               |
| 1960   | Team Lotus                               | Lotus 16 Lotus 18             | Climax L4                                | Dunlop            | Innes Ireland Alberto Rodriguez Larreta Alan Stacey John Surtees Jim Clark Ron Flockhart | 8                    | 34              | 2e               |
| 1961   | Team Lotus                               | Lotus 18 Lotus 18/21 Lotus 21 | Climax L4                                | Dunlop            | Jim Clark Trevor Taylor Innes Ireland Willy Mairesse                                     | 8                    | 32              | 2e               |
| 1962   | Team Lotus                               | Lotus 24 Lotus 25             | Climax V8                                | Dunlop            | Jim Clark Trevor Taylor                                                                  | 9                    | 36              | 2e               |
| 1963   | Team Lotus                               | Lotus 25                      | Climax V8                                | Dunlop            | Jim Clark Trevor Taylor Peter Arundell Mike Spence Pedro Rodriguez                       | 10                   | 54              | Champion         |
| 1964   | Team Lotus                               | Lotus 25                      | Climax V8                                | Dunlop            | Peter Arundell Jim Clark Mike Spence Gerhard Mitter Walt Hansgen Moisés Solana           | 10                   | 37              | 3e               |
| 1965   | Team Lotus                               | Lotus 25 Lotus 33             | Climax V8                                | Dunlop            | Jim Clark Mike Spence Gerhard Mitter Giacomo Russo Moisés Solana                         | 9                    | 54              | Champion         |
| 1966   | Team Lotus                               | Lotus 33 Lotus 43             | Climax V8 BRM H16                        | Firestone Dunlop  | Jim Clark Peter Arundell Pedro Rodriguez Giacomo Russo                                   | 9                    | 8 13            | 6e 5e            |
| 1967   | Team Lotus                               | Lotus 33 Lotus 43 Lotus 49    | BRM H16 Climax V8 Ford-Cosworth V8       | Firestone Dunlop  | Jim Clark Graham Hill Eppie Wietzes Giancarlo Baghetti Moisés Solana                     | 11                   | 0 6 44          | Non classé 8e 2e |
| 1968   | Gold Leaf Team Lotus                     | Lotus 49 Lotus 49B            | Ford-Cosworth V8                         | Firestone         | Jim Clark Graham Hill Jackie Oliver Mario Andretti Bill Brack Moisés Solana              | 12                   | 62              | Champion         |
| 1969   | Gold Leaf Team Lotus                     | Lotus 49B Lotus 63            | Ford-Cosworth V8                         | Firestone         | Graham Hill Jochen Rindt Mario Andretti Richard Attwood John Miles                       | 11                   | 47              | 3e               |
| 1970   | Gold Leaf Team Lotus                     | Lotus 49C Lotus 72B Lotus 72C | Ford-Cosworth V8                         | Firestone         | Jochen Rindt John Miles Emerson Fittipaldi Reine Wisell                                  | 12                   | 59              | Champion         |
| 1971   | Gold Leaf Team Lotus World Wide Racing   | Lotus 56B Lotus 72C Lotus 72D | Ford-Cosworth V8 Pratt & Whitney turbine | Firestone         | Emerson Fittipaldi Reine Wisell David Walker Dave Charlton                               | 10                   | 21 0            | 5e Non classé    |
| 1972   | John Player Team Lotus World Wide Racing | Lotus 72D                     | Ford-Cosworth V8                         | Firestone         | Emerson Fittipaldi Reine Wisell David Walker                                             | 12                   | 61              | Champion         |
| 1973   | John Player Team Lotus                   | Lotus 72D Lotus 72E           | Ford-Cosworth V8                         | Goodyear          | Emerson Fittipaldi Ronnie Peterson                                                       | 15                   | 92              | Champion         |
| 1974   | John Player Team Lotus                   | Lotus 72E Lotus 76            | Ford-Cosworth V8                         | Goodyear          | Ronnie Peterson Jacky Ickx Tim Schenken                                                  | 15                   | 42              | 4e               |
| 1975   | John Player Team Lotus                   | Lotus 72E Lotus 72F           | Ford-Cosworth V8                         | Goodyear          | Ronnie Peterson Jacky Ickx Jim Crawford John Watson Brian Henton                         | 14                   | 9               | 7e               |
| 1976   | John Player Team Lotus                   | Lotus 77                      | Ford-Cosworth V8                         | Goodyear          | Ronnie Peterson Bob Evans Mario Andretti Gunnar Nilsson                                  | 16                   | 29              | 4e               |
| 1977   | John Player Team Lotus                   | Lotus 78                      | Ford-Cosworth V8                         | Goodyear          | Mario Andretti Gunnar Nilsson                                                            | 17                   | 62              | 2e               |
| 1978   | John Player Team Lotus                   | Lotus 78 Lotus 79             | Ford-Cosworth V8                         | Goodyear          | Mario Andretti Ronnie Peterson Jean-Pierre Jarier                                        | 16                   | 86              | Champion         |
| 1979   | Martini Racing Team Lotus                | Lotus 79 Lotus 80             | Ford-Cosworth V8                         | Goodyear          | Mario Andretti Carlos Reutemann                                                          | 15                   | 39              | 4e               |
| 1980   | Team Essex Lotus                         | Lotus 81 Lotus 81B            | Ford-Cosworth V8                         | Goodyear          | Mario Andretti Elio De Angelis Nigel Mansell                                             | 14                   | 14              | 5e               |
| 1981   | Team Essex Lotus John Player Team Lotus  | Lotus 81B Lotus 87            | Ford-Cosworth V8                         | Michelin Goodyear | Mario Andretti Elio De Angelis Nigel Mansell                                             | 15                   | 22              | 7e               |
| 1982   | John Player Team Lotus                   | Lotus 87B Lotus 91            | Ford-Cosworth V8                         | Goodyear          | Elio De Angelis Nigel Mansell Roberto Moreno Geoff Lees                                  | 16                   | 30              | 5e               |
| 1983   | John Player Team Lotus                   | Lotus 92 Lotus 93T Lotus 94T  | Ford-Cosworth V8 Renault V6 Turbo        | Pirelli           | Elio De Angelis Nigel Mansell                                                            | 15                   | 1 11            | 13e 8e           |
| 1984   | John Player Team Lotus                   | Lotus 95T                     | Renault V6 Turbo                         | Goodyear          | Elio De Angelis Nigel Mansell                                                            | 16                   | 47              | 3e               |
| 1985   | John Player Special Team Lotus           | Lotus 97T                     | Renault V6 Turbo                         | Goodyear          | Elio De Angelis Ayrton Senna                                                             | 16                   | 71              | 4e               |
| 1986   | John Player Special Team Lotus           | Lotus 98T                     | Renault V6 Turbo                         | Goodyear          | Johnny Dumfries Ayrton Senna                                                             | 16                   | 58              | 3e               |
| 1987   | Camel Team Lotus Honda                   | Lotus 99T                     | Honda V6 Turbo                           | Goodyear          | Satoru Nakajima Ayrton Senna                                                             | 16                   | 64              | 3e               |
| 1988   | Camel Team Lotus Honda                   | Lotus 100T                    | Honda V6 Turbo                           | Goodyear          | Nelson Piquet Satoru Nakajima                                                            | 16                   | 23              | 4e               |
| 1989   | Camel Team Lotus                         | Lotus 101                     | Judd V8                                  | Goodyear          | Nelson Piquet Satoru Nakajima                                                            | 16                   | 15              | 6e               |
| 1990   | Camel Team Lotus                         | Lotus 102                     | Lamborghini V12                          | Goodyear          | Derek Warwick Martin Donnelly Johnny Herbert                                             | 16                   | 3               | 8e               |
| 1991   | Team Lotus                               | Lotus 102B                    | Judd V8                                  | Goodyear          | Mika Häkkinen Julian Bailey Johnny Herbert Michael Bartels                               | 16                   | 3               | 9e               |
| 1992   | Team Lotus                               | Lotus 102D Lotus 107          | Ford-Cosworth V8                         | Goodyear          | Mika Häkkinen Johnny Herbert                                                             | 16                   | 13              | 5e               |
| 1993   | Team Lotus                               | Lotus 107B                    | Ford-Cosworth V8                         | Goodyear          | Alessandro Zanardi Pedro Lamy Johnny Herbert                                             | 16                   | 12              | 6e               |
| 1994   | Team Lotus                               | Lotus 107C Lotus 109          | Mugen-Honda V10                          | Goodyear          | Pedro Lamy Alessandro Zanardi Philippe Adams Éric Bernard Mika Salo Johnny Herbert       | 16                   | 0               | 12e              |

| Saison | Écurie                                                     | Châssis              | Moteur        | Pneus     | Pilotes                                                                                   | Grands Prix disputés |
| ------ | ---------------------------------------------------------- | -------------------- | ------------- | --------- | ----------------------------------------------------------------------------------------- | -------------------- |
| 1959   | John Fischer                                               | Lotus 16             | Climax        | Dunlop    | Bruce Halford                                                                             | 1                    |
| 1959   | Dennis Taylor                                              | Lotus 12             | Climax        | Dunlop    | Dennis Taylor                                                                             | 1                    |
| 1959   | Dorchester Service Station                                 | Lotus 16             | Climax        | Dunlop    | David Piper                                                                               | 1                    |
| 1960   | RRC Walker Racing Team                                     | Lotus 18             | Climax        | Dunlop    | Stirling Moss                                                                             | 5                    |
| 1960   | Taylor-Crawley Racing Team                                 | Lotus 18             | Climax        | Dunlop    | Mike Taylor                                                                               | 1                    |
| 1960   | Robert Bodle Ltd.                                          | Lotus 16             | Climax        | Dunlop    | David Piper                                                                               | 2                    |
| 1960   | Jim Hall                                                   | Lotus 18             | Climax        | Dunlop    | Jim Hall                                                                                  | 1                    |
| 1961   | RRC Walker Racing Team                                     | Lotus 18 Lotus 18/21 | Climax        | Dunlop    | Stirling Moss                                                                             | 8                    |
| 1961   | UDT Laystall Racing Team                                   | Lotus 18 Lotus 18/21 | Climax        | Dunlop    | Cliff Allison Juan Manuel Bordeu Lucien Bianchi Henry Taylor Bruce Halford Masten Gregory | 6                    |
| 1961   | Camoradi International                                     | Lotus 18             | Climax        | Dunlop    | Ian Burgess                                                                               | 4                    |
| 1961   | Scuderia Colonia                                           | Lotus 18             | Climax        | Dunlop    | Michael May Wolfgang Seidel                                                               | 5                    |
| 1961   | Écurie nationale belge                                     | Lotus 18             | Climax        | Dunlop    | Willy Mairesse Lucien Bianchi                                                             | 1                    |
| 1961   | Tony Marsh                                                 | Lotus 18             | Climax        | Dunlop    | Tony Marsh                                                                                | 3                    |
| 1961   | Louise Bryden-Brown                                        | Lotus 18             | Climax        | Dunlop    | Tony Maggs                                                                                | 2                    |
| 1961   | Tim Parnell                                                | Lotus 18             | Climax        | Dunlop    | Tim Parnell                                                                               | 2                    |
| 1961   | Gerry Ashmore                                              | Lotus 18             | Climax        | Dunlop    | Gerry Ashmore                                                                             | 3                    |
| 1961   | J Wheeler Autosport                                        | Lotus 18/21          | Climax        | Dunlop    | Peter Ryan                                                                                | 1                    |
| 1961   | Jim Hall                                                   | Lotus 18             | Climax        | Dunlop    | Jim Hall                                                                                  | 1                    |
| 1961   | J Frank Harrison                                           | Lotus 18             | Climax        | Dunlop    | Lloyd Rudy                                                                                | 1                    |
| 1961   | Gaetano Starrabba                                          | Lotus 18             | Maserati      | Dunlop    | Gaetano Starrabba                                                                         | 1                    |
| 1962   | Brabham Racing Organisation                                | Lotus 24             | Climax        | Dunlop    | Jack Brabham                                                                              | 5                    |
| 1962   | UDT Laystall Racing Team                                   | Lotus 18/21 Lotus 24 | Climax BRM    | Dunlop    | Innes Ireland Masten Gregory                                                              | 8                    |
| 1962   | Rob Walker Racing Team                                     | Lotus 24             | Climax        | Dunlop    | Maurice Trintignant                                                                       | 6                    |
| 1962   | Scuderia Republica di Venezia                              | Lotus 24             | Climax        | Dunlop    | Nino Vaccarella                                                                           | 2                    |
| 1962   | Écurie nationale suisse                                    | Lotus 21             | Climax        | Dunlop    | Joseph Siffert                                                                            | 1                    |
| 1962   | Écurie nationale belge                                     | Lotus 18/21          | Climax        | Dunlop    | Lucien Bianchi                                                                            | 1                    |
| 1962   | Écurie Filipinetti                                         | Lotus 21 Lotus 24    | Climax BRM    | Dunlop    | Joseph Siffert Heinz Schiller                                                             | 4                    |
| 1962   | Autosport Team Wolfgang Seidel                             | Lotus 24             | BRM           | Dunlop    | Dan Gurney Wolfgang Seidel Günther Seiffert Tony Shelly                                   | 4                    |
| 1962   | Emeryson Cars                                              | Lotus 18             | Climax        | Dunlop    | John Campbell-Jones                                                                       | 1                    |
| 1962   | Écurie Excelsior                                           | Lotus 18             | Climax        | Dunlop    | Jay Chamberlain                                                                           | 3                    |
| 1962   | John Dalton                                                | Lotus 18/21          | Climax BRM    | Dunlop    | Tony Shelly                                                                               | 2                    |
| 1962   | Scuderia Jolly Club                                        | Lotus 18             | Climax        | Dunlop    | Ernesto Prinoth                                                                           | 1                    |
| 1962   | Gerry Ashmore                                              | Lotus 18/21          | Climax        | Dunlop    | Gerry Ashmore                                                                             | 1                    |
| 1962   | Dupont Team Zerex                                          | Lotus 24             | Climax        | Dunlop    | Roger Penske                                                                              | 1                    |
| 1962   | Jim Hall                                                   | Lotus 21             | Climax        | Dunlop    | Jim Hall                                                                                  | 1                    |
| 1962   | John Mecom                                                 | Lotus 24             | Climax        | Dunlop    | Rob Schroeder                                                                             | 1                    |
| 1962   | Ernie Pieterse                                             | Lotus 21             | Climax        | Dunlop    | Ernie Pieterse                                                                            | 1                    |
| 1962   | Neville Lederle                                            | Lotus 21             | Climax        | Dunlop    | Neville Lederle                                                                           | 1                    |
| 1963   | Brabham Racing Organisation                                | Lotus 25             | Climax        | Dunlop    | Jack Brabham                                                                              | 1                    |
| 1963   | British Racing Partnership                                 | Lotus 24             | BRM           | Dunlop    | Jim Hall Innes Ireland                                                                    | 9                    |
| 1963   | Reg Parnell Racing                                         | Lotus 24             | Climax BRM    | Dunlop    | Maurice Trintignant Mike Hailwood Masten Gregory Roger Ward Hap Sharp Chris Amon          | 4                    |
| 1963   | Bernard Collomb                                            | Lotus 24             | Climax        | Dunlop    | Bernard Collomb                                                                           | 2                    |
| 1963   | Siffert Racing Team                                        | Lotus 24             | BRM           | Dunlop    | Joseph Siffert                                                                            | 9                    |
| 1963   | Écurie Filipinetti                                         | Lotus 24             | BRM           | Dunlop    | Phil Hill                                                                                 | 1                    |
| 1963   | Kurt Kuhnke                                                | Lotus 18             | Borgward      | Dunlop    | Kurt Kuhnke                                                                               | 1                    |
| 1963   | Tim Parnell                                                | Lotus 18/21 Lotus 24 | BRM Climax    | Dunlop    | Masten Gregory André Pilette Tim Parnell                                                  | 3                    |
| 1963   | André Pilette                                              | Lotus 18/21          | Climax        | Dunlop    | André Pilette                                                                             | 1                    |
| 1963   | Lawson Organisation                                        | Lotus 21             | Climax        | Dunlop    | Ernie Pieterse                                                                            | 1                    |
| 1963   | Selby Auto Spares                                          | Lotus 24             | BRM           | Dunlop    | Paddy Driver                                                                              | 1                    |
| 1963   | Ted Lanfear                                                | Lotus 22             | Ford          | Dunlop    | Brausch Niemann                                                                           | 1                    |
| 1964   | Peter Revson                                               | Lotus 24             | BRM           | Dunlop    | Peter Revson                                                                              | 2                    |
| 1964   | Bernard Collomb                                            | Lotus 24             | Climax        | Dunlop    | Bernard Collomb                                                                           | 1                    |
| 1964   | British Racing Partnership                                 | Lotus 24             | BRM           | Dunlop    | Innes Ireland Trevor Taylor                                                               | 2                    |
| 1964   | Reg Parnell Racing                                         | Lotus 24 Lotus 25    | BRM           | Dunlop    | Chris Amon Mike Hailwood Peter Revson                                                     | 10                   |
| 1964   | Siffert Racing Team                                        | Lotus 24             | BRM           | Dunlop    | Joseph Siffert                                                                            | 1                    |
| 1965   | DW Racing Enterprises                                      | Lotus 33             | Climax        | Dunlop    | Paul Hawkins                                                                              | 2                    |
| 1965   | Reg Parnell Racing                                         | Lotus 25 Lotus 33    | BRM           | Dunlop    | Tony Maggs Richard Attwood Mike Hailwood Innes Ireland Chris Amon Bob Bondurant           | 10                   |
| 1965   | Lawson Organisation                                        | Lotus 21             | Climax        | Dunlop    | Ernie Pieterse                                                                            | 1                    |
| 1965   | Scuderia Scribante                                         | Lotus 21             | Climax        | Dunlop    | Neville Lederle                                                                           | 1                    |
| 1965   | Clive Puzey                                                | Lotus 18/21          | Climax        | Dunlop    | Clive Puzey                                                                               | 1                    |
| 1965   | Ted Lanfear                                                | Lotus 22             | Ford          | Dunlop    | Brausch Niemann                                                                           | 1                    |
| 1965   | Brian Raubenheimer                                         | Lotus 20             | Ford          | Dunlop    | Brian Raubenheimer                                                                        | 1                    |
| 1965   | Dave Charlton                                              | Lotus 20             | Ford          | Dunlop    | Dave Charlton                                                                             | 1                    |
| 1966   | Reg Parnell Racing                                         | Lotus 25             | BRM           | Firestone | Mike Spence                                                                               | 8                    |
| 1967   | Reg Parnell Racing                                         | Lotus 25             | BRM           | Firestone | Piers Courage Chris Irwin                                                                 | 2                    |
| 1967   | Mike Fisher                                                | Lotus 33             | BRM           | Firestone | Mike Fisher                                                                               | 2                    |
| 1968   | Rob Walker / Jack Durlacher Racing Team                    | Lotus 49 Lotus 49B   | Ford-Cosworth | Firestone | Joseph Siffert                                                                            | 12                   |
| 1969   | Rob Walker / Jack Durlacher Racing Team                    | Lotus 49B            | Ford-Cosworth | Firestone | Joseph Siffert                                                                            | 11                   |
| 1969   | Team Gunston                                               | Lotus 49             | Ford-Cosworth | Dunlop    | John Love                                                                                 | 1                    |
| 1969   | Écurie Bonnier                                             | Lotus 49B Lotus 63   | Ford-Cosworth | Firestone | Joakim Bonnier                                                                            | 2                    |
| 1969   | Pete Lovely Volkswagen Inc.                                | Lotus 49B            | Ford-Cosworth | Firestone | Pete Lovely                                                                               | 2                    |
| 1970   | Rob Walker Racing Team Brooke Bond Oxo Racing / Rob Walker | Lotus 49C Lotus 72C  | Ford-Cosworth | Firestone | Graham Hill                                                                               | 12                   |
| 1970   | Scuderia Scribante                                         | Lotus 49C            | Ford-Cosworth | Dunlop    | Dave Charlton                                                                             | 1                    |
| 1970   | Team Gunston                                               | Lotus 49             | Ford-Cosworth | Dunlop    | John Love                                                                                 | 1                    |
| 1970   | Pete Lovely Volkswagen Inc.                                | Lotus 49B            | Ford-Cosworth | Firestone | Pete Lovely                                                                               | 4                    |
| 1970   | Garvey Team Lotus World Wide Racing                        | Lotus 49C Lotus 72C  | Ford-Cosworth | Firestone | Alex Soler-Roig                                                                           | 3                    |
| 1971   | Pete Lovely Volkswagen Inc.                                | Lotus 69             | Ford-Cosworth | Firestone | Pete Lovely                                                                               | 2                    |
| 1972   | Scribante Lucky Strike Racing                              | Lotus 72D            | Ford-Cosworth | Firestone | Dave Charlton                                                                             | 4                    |
| 1973   | Scribante Lucky Strike Racing                              | Lotus 72D            | Ford-Cosworth | Firestone | Dave Charlton                                                                             | 1                    |
| 1974   | Scribante Lucky Strike Racing                              | Lotus 72A            | Ford-Cosworth | Goodyear  | John McNicol                                                                              | 1                    |
| 1974   | Team Gunston                                               | Lotus 72E            | Ford-Cosworth | Goodyear  | Ian Scheckter Paddy Driver                                                                | 1                    |
| 1975   | Team Gunston                                               | Lotus 72D            | Ford-Cosworth | Goodyear  | Eddie Kei'zan Guy Tunmer                                                                  | 1                    |
| 1978   | Team Rebaque                                               | Lotus 78             | Ford-Cosworth | Goodyear  | Héctor Rebaque                                                                            | 16                   |
| 1979   | Team Rebaque                                               | Lotus 79             | Ford-Cosworth | Goodyear  | Héctor Rebaque                                                                            | 11                   |